# !!!
!!! ‎/tʃk.tʃk.tʃk/‎ یک گروه رقص پانک که در ساکرامنتو، کالیفرنیا در سال ۱۹۹۶ تشکیل شده است. اعضای این گروه، از دیگر گروه‌های محلی مانند یاه موس، بلک لیکورایس و پاپسماشرز گرد هم آمده‌اند. این گروه که معمولاً همیشه در حال رقص پانک هستند، در حال حاضر در نیویورک، ساکرامنتو، و پورتلند، اورگن فعالیت می‌کنند.
!!! در پاییز ۱۹۹۶ با ادغام اعضای گروه‌های بلک لیکورایس و پاپ اسمشرز در حالی که در حال تور بود تشکیل شد. پس از یک تور مشترک موفق، دو گروه تصمیم گرفتند که دیسکو-فانک را با صداهای تهاجمی تر ترکیب کنند و خواننده هاردکور نیک آفر از یاه ماس را ادغام کنند. نام گروه از زیرنویس فیلم د گادز ماست بی کریزی الهام گرفته شده است که در آن صداهای کلیک زبان مردم سن به صورت "!" نمایش داده می‌شد. با این حال، همان‌طور که خود اعضای گروه می‌گویند، با تکرار سه بار صدای تک هجا تلفظ می‌شود. "Chk Chk Chk" رایج‌ترین تلفظ است، و آدرس وب سایت رسمی آنها و عنوان صفحه Myspace آنها نشان می‌دهد که تلفظ ترجیحی است. آفر از دپش مود و مانورهای ارکسترال در تاریکی (OMD) به عنوان تأثیرات آن نام می‌برد.

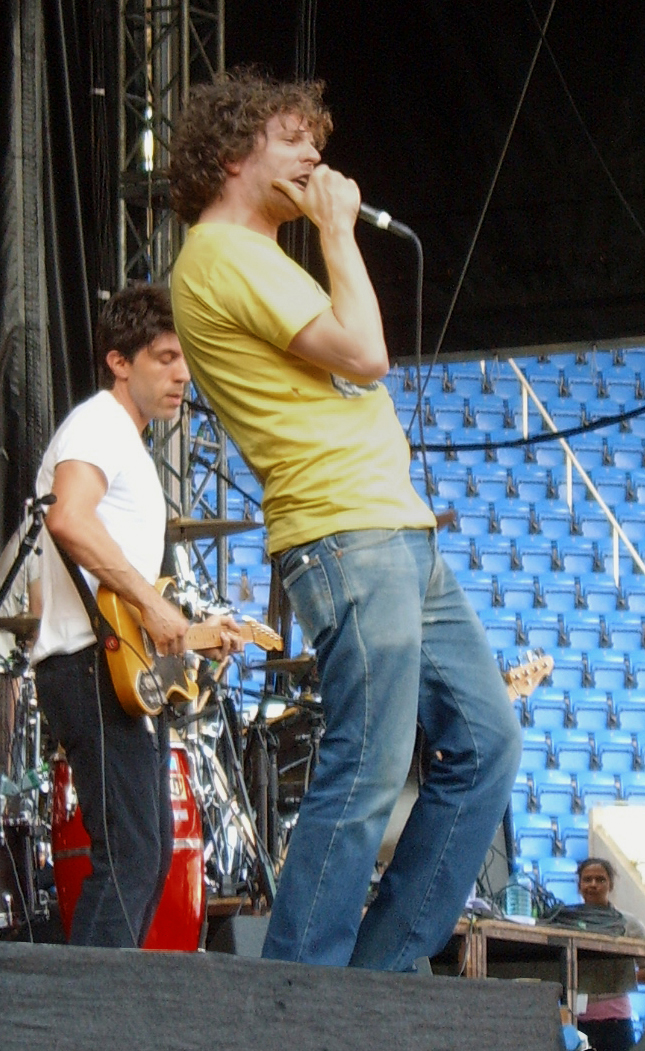
نیک آفر، رد هات چیلی پپرز در ردینگ، انگلستان (۲۰۰۶).

اولین آلبوم کامل این گروه در سال ۲۰۰۰ به عنوان یک آلبوم با نام خود بر روی برچسب Gold Standard Laboratories منتشر شد. این آهنگ در سال ۲۰۰۳ با تک آهنگ "Me and Giuliani Down By the School Yard" دنبال شد، آهنگی طولانی که آهنگ‌های هاوس را با خط‌های باس خفن، گیتارهای روان‌گردان، و اشعار ساده ترکیب می‌کند که عنوان آهنگ موزیکال Footloose را نقل می‌کند.
دومین فیلم کامل، لندن آپ نوو، بر روی Touch and Go در آمریکا و در وارپ ریکوردز در اروپا در ژوئن ۲۰۰۴ منتشر شد. در ژوئن ۲۰۰۵ !!! یک EP جدید با پوشش "Take Ecstasy with Me" توسط The Magnetic Fields و "Get Up" از Nate Dogg منتشر کرد. دسامبر بعد، درامر اصلی گروه، میکل گیوس، در حالی که دوچرخه سواری می‌کرد توسط یک ماشین مورد اصابت قرار گرفت و کشته شد.
آنها سومین آلبوم خود را با نام Myth Takes در سال ۲۰۰۷ منتشر کردند.

## کارها

### آلبوم‌ها
| !!! (آلبوم)                    | - انتشار: نوامبر ۲۰۰۱ - Label: جی اس ال     | —   | — | —   | —   |
| حالا فریاد کن (آلبوم)          | - انتشار: ۷ ژوئن ۲۰۰۴ - ناشر: تی جی آر/وارپ | —   | ۴ | —   | ۱۳۵ |
| افسانه شدن (آلبوم)             | - انتشار: ۵ مارس ۲۰۰۷ - ناشر: وارپ          | ۱۹۵ | ۳ | —   | ۱۳۵ |
| فصل غریب، این‌طور نیست؟ (آلبوم) | - انتشار: ۲۴ اوت ۲۰۱۰ - ناشر: وارپ          | —   | — | —   | —   |
| تر!!! ار THR!!!ER (آلبوم)      | - انتشار: ۲۸ آوریل ۲۰۱۳ - ناشر: وارپ        | —   | — | ۱۱۷ | ۱۲۱ |
| "—" رتبه‌ای به دست نیاورد.      |                                             |     |   |     |     |